# Onderscheidingsteken voor trouwe en langdurige dienst brandweer
Het Onderscheidingsteken voor trouwe en langdurige dienst brandweer is een onderscheiding ter waardering van trouwe en langdurige dienst bij de Nederlandse brandweer.
Het onderscheidingsteken wordt toegekend voor 12½, 20, 25, 30, 35, 40, 45 en 50 jaar brandweerdienst. Naast een medaille en oorkonde ontvangen de gedecoreerden een baton voor op het nette uniform, en kunnen zij een miniatuurversie van de onderscheiding aanvragen.
In Europees Nederland kunnen brandweermedewerkers, medewerkers van het Instituut Fysieke Veiligheid (IFV), en leden van bedrijfsbrandweren die overheidsbrandweertaken vervullen, in aanmerking komen voor de onderscheiding. Voor Caribisch Nederland geldt dit voor brandweermedewerkers van het Brandweerkorps Caribisch Nederland en bedrijfsbrandweren met een vergelijkbare taak. De dienstjaren bij verschillende werkgevers worden samengevoegd, maar niet dubbel geteld. Eerder toegekende onderscheidingen blijven geldig.
De aanvraag voor deze onderscheiding wordt gedaan via de website van Brandweer Nederland en toegekend door of namens het bevoegd gezag.
Onderscheidingen voor trouwe en langdurige dienst bij de brandweer die zijn verleend voorafgaand aan de inwerkingtreding van het huidige besluit, zoals het Kruis voor langdurige brandweerdienst van de KNBV en de NVBC, worden voor de toepassing van het Besluit draagvolgorde onderscheidingen gelijkgesteld aan het onderscheidingsteken.
Museummedaille ·
Erepenning ·
Medaille van de Maatschappij tot Redding van Drenkelingen ·
Doggersbank-medaille ·
Broeder van de Orde van de Nederlandse Leeuw ·
Antwerpsche Medaille 1832 ·
Onderscheidingsteken voor Langdurige, Eerlijke en Trouwe Dienst ·
Eremedaille voor Kunst en Wetenschap ·
Eremedaille voor Voortvarendheid en Vernuft ·
De Ruyter-medaille ·
Regeringsmedaille ·
Medaille van het Carnegie Heldenfonds ·
Medaille van Verdienste van het Nederlandse Rode Kruis ·
Medaille voor trouwe dienst van het Nederlandse Rode Kruis ·
Erkentelijkheidsmedaille 1940-1945 ·
Inhuldigingsmedaille 1948 ·
Herinneringsmedaille Luchtbescherming 1940-1945 ·
Medaille van de Noord- en Zuid-Hollandsche Redding Maatschappij ·
Zilveren Anjer · 
Cultuurfonds Onderscheiding · 
Vrijwilligersmedaille Openbare Orde en Veiligheid ·
Vaardigheidsmedaille van de Nederlandse Sport Federatie ·
Inhuldigingsmedaille 1980 ·
Herinneringsmedaille VN-Vredesoperaties ·
Herinneringsmedaille Multinationale Vredesoperaties ·
Herinneringsmedaille Internationale Missies ·
Huwelijksmedaille 2002 ·
Herinneringsmedaille Buitenlandse Bezoeken ·
Marinemedaille ·
Landmachtmedaille ·
Marechausseemedaille ·
Luchtmachtmedaille
Zie ook: Ridderorden en onderscheidingen in Nederland